# Ellsworth-Subglazialhochland
Das Ellsworth-Subglazialhochland umfasst eine Gruppe von Hochplateaus im westantarktischen Ellsworthland, die komplett von kontinentalem Gletschereis überdeckt sind. Das Hochland erstreckt sich vom zentralen Ellsworthgebirge in westsüdwestlicher Richtung in die Umgebung von Mount Moore und Mount Woollard.
Entdeckt wurde das Hochland von einer Mannschaft um den US-amerikanischen Geophysiker Charles Bentley (1929–2017), die diesen Graben bei Vermessungen zwischen 1957 und 1958 von der Byrd-Station ausgehend entdeckte. Seine Ausdehnung wurde mittels Sonarortung im Rahmen eines gemeinsamen Programms des Scott Polar Research Institute, der National Science Foundation und Dänemarks Technischer Universität zwischen 1967 und 1979 ermittelt. Das Advisory Committee on Antarctic Names benannte es in Anlehnung an seine geografische Lage im Ellsworthland und seine Nähe zum Ellsworthgebirge. Deren Namensgeber ist der US-amerikanische Polarforscher Lincoln Ellsworth (1880–1951).